# 面包和盐

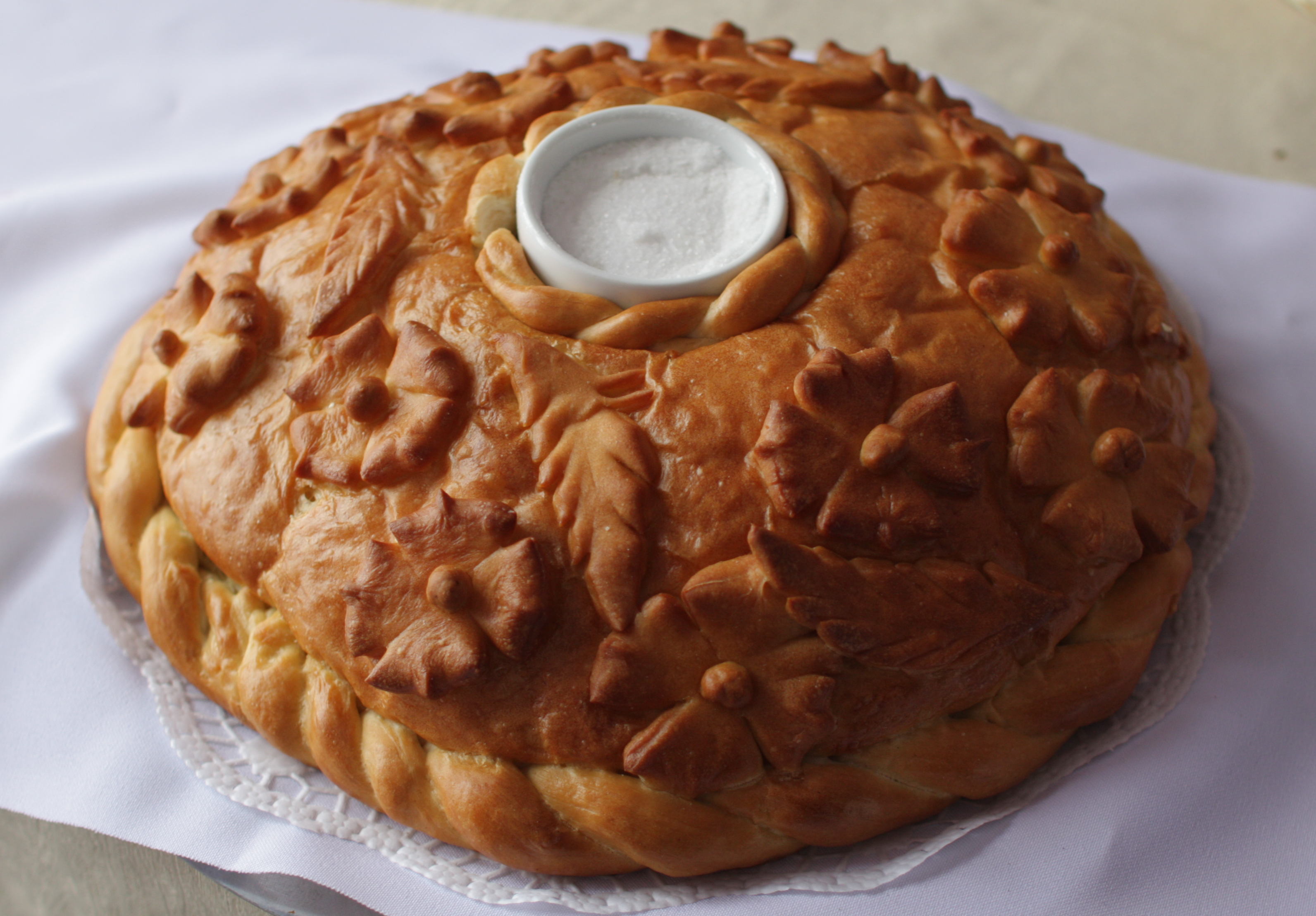
斯拉夫人迎客的面包和盐

面包和盐是一种欢迎客人的习俗。这个传统习俗，在斯拉夫语族有着不同的称呼（俄语：Хлеб-соль），还有一些非斯拉夫语族的国家——立陶宛（波罗的语族）、罗马尼亚（罗曼语族）和亚美尼亚——他们在文化上和历史上接近斯拉夫人也有这个习俗。
当重要、尊敬和钦佩的客人到达时，主人会把面包放在刺绣毛巾上，盐用盐皿装着放在面包块或固定在面包块上。在现在俄罗斯的正式场合上，是由身穿民族服装（比如，萨拉凡、科科什尼克）的青年妇女手捧面包。

## 各国习俗

### 保加利亚

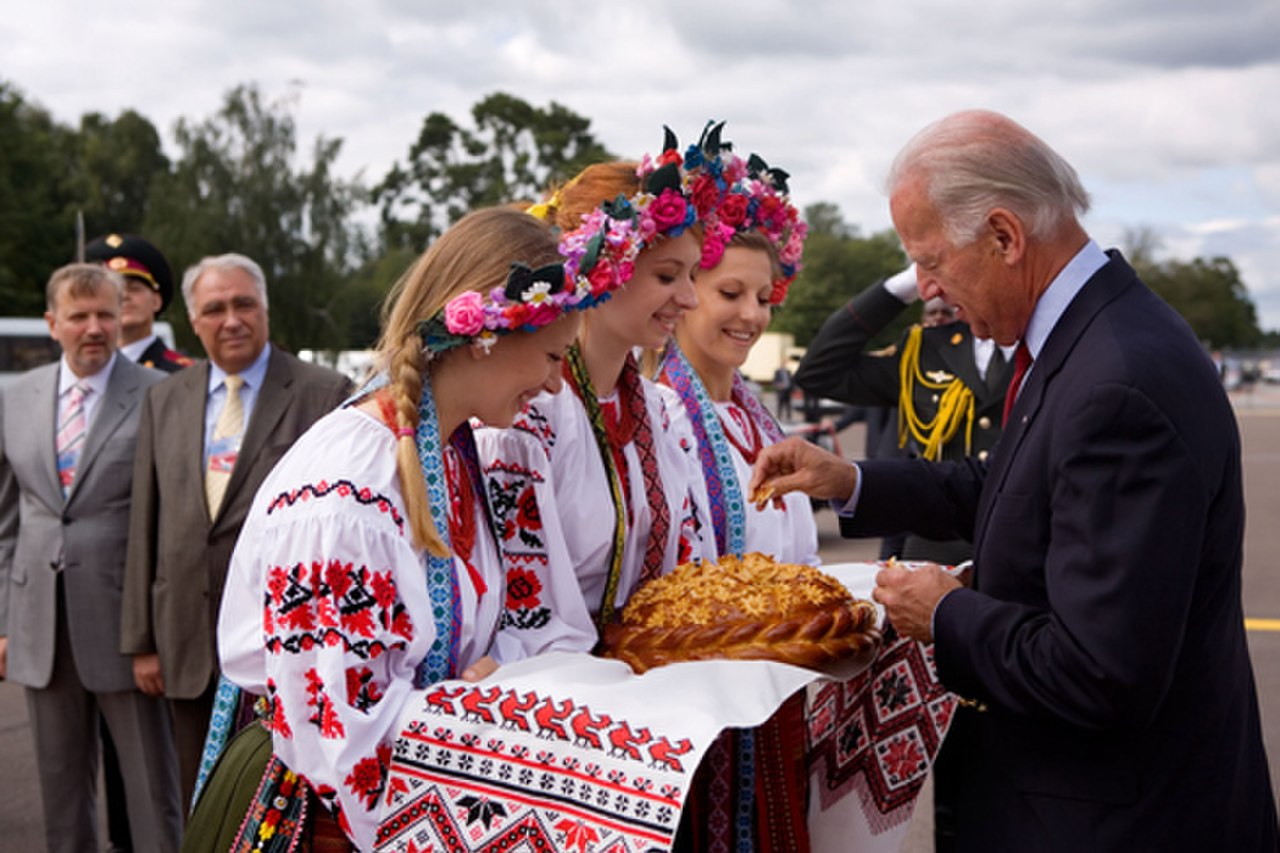
美国副总统 乔·拜登在2009年7月访问乌克兰时用面包蘸盐

面包和盐是保加利亚人向客人表示崇高敬意和热情欢迎的传统习俗。面包和盐一般由女子献给客人。需要指出的是，保加利亚的面包是一种烘烤过的千层饼（Погача）。虽然现在一般不用这种面包，但人们仍会习惯叫它Погача。
通常客人撕一块Pogača面包，在盐里蘸一下吃。这种习俗在正式访问中比较常见，并且不管客人是外国人还是保加利亚人。一个著名的例子是，19世纪俄罗斯把保加利亚从奥斯曼帝国解放。这一时期一个常见的场景是保加利亚村妇女拿着面包和盐欢迎俄罗斯士兵，以示谢意。

### 捷克及斯洛伐克
这一传统习俗仍用在捷克共和国和斯洛伐克共和国的一些特俗场合，比如，欢迎其他国家首脑访问时。不过，这一习俗在日常生活中不太常见了。捷克人及斯洛伐克人虽然经常吃面包，但通常黄油和奶酪或火腿一起吃。

### 俄罗斯
在传统俄语中，有一个表示人热情好客的词“хлебосольный”，其词头хлеб的意思就是面包。一般而言，面包与俄罗斯文化的热情好客有关，面包是最受人尊敬的食品，而食盐代表友情的长久，俄罗斯有句谚语：（“我们吃了一普特的盐”，普特，俄国重量单位，1普特=16.38公斤），盐在古代俄国是非常稀缺的，在俄国是无价之宝，所以用吃一普特的盐来比喻友情的长久、深厚。另外在俄罗斯帝国历史上有一个高盐税款，使盐是非常昂贵和珍贵的商品（见Соляной бунт） 。
还有一个传统的俄罗斯问候"!"（“面包和盐！”）。这句话表示客人对诚意待客的主人的最高称赞。
在俄罗斯正教会习俗中，当一名主教对教堂或僧院进行牧灵访问时，接待人会在门口的阶梯上用盐和面包欢迎他。

### 波兰
在波兰，面包和盐是古代波兰贵族表达好客之意的方法，并且他们以自己的热情好客而骄傲。17世纪的波兰诗人兼歷史學者Wespazjan Kochowski在1674年写道：“O dobryż chleb, gdy jest z solą dany gościom z dobrą wolą”（饼似团圆盐似霜，马到门前客倾裳。贫翁好客嫌语拙，唯拆面饼与君嚐）。这个习俗并不限于贵族，普通平民也有这个传统，这体现在波兰谚语中。现在，这个传统只能在婚礼上看见；当新人从教堂回到家时，他们的父母会拿着面包和盐在门口欢迎。

### 马其顿
在马其顿共和国，现在偶尔还能看见人们用面包和盐表达好客之情。他们使用和保加利亚类似的面包，名字也叫Погача。与保加利亚一样，马其顿人也会在圣诞节期间做这种面包，里面藏硬币，在晚餐时吃。
一支由马其顿人和前南斯拉夫人组成的著名民族摇滚爵士乐队Леб и сол，其乐队名的意思就是“面包和盐”。强调这个乐队友善好客、尊重传统。名吉他手Vlatko Stefanovski也在这个乐队。

### 芬兰和爱沙尼亚
人们在庆祝乔迁新居时赠送面包和盐。不同于其他地区的白面包，当地传统是用纤维丰富的黑麦面包。

### 太空
在阿波罗-联盟测试计划中，梳打饼和盐盒被带上了宇宙飞船。禮炮七號和和平號也有這习俗來欢迎來訪的宇航员。 
在2005年10月的一次太空旅行中，国际空间站的宇航员用真空包装的面包和盐迎接游客美国“传感器无限”公司总裁格雷戈里·奥尔森和俄美两名宇航员。

### 在小说中
在喬治·R·R·馬丁的小说《冰與火之歌》中，維斯特洛大陆有为客人提供面包和盐的习俗。